# Moulin Marcoux

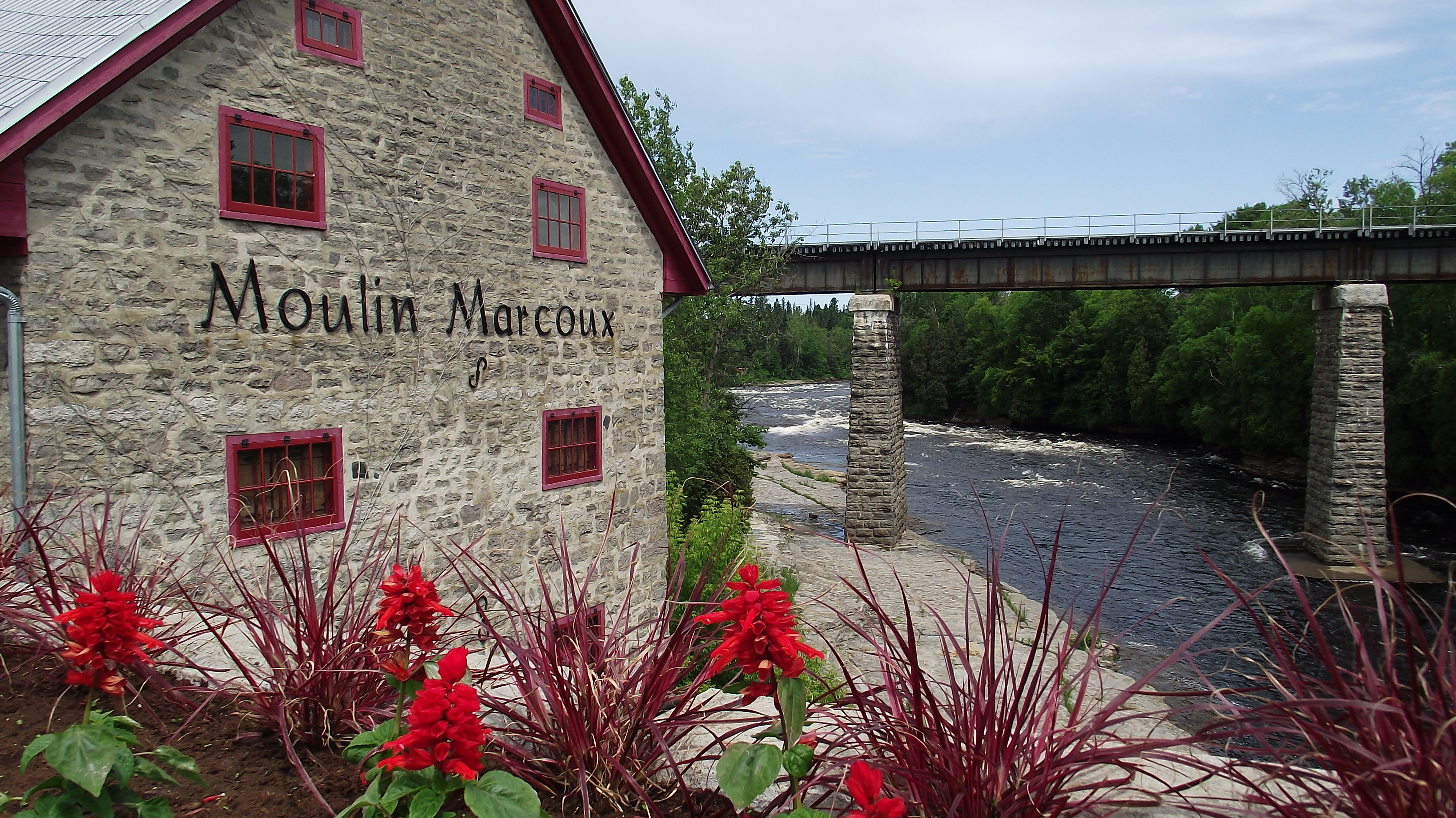
Cette photo s'est mérité la 1re position du concours Wikipédia prend Québec

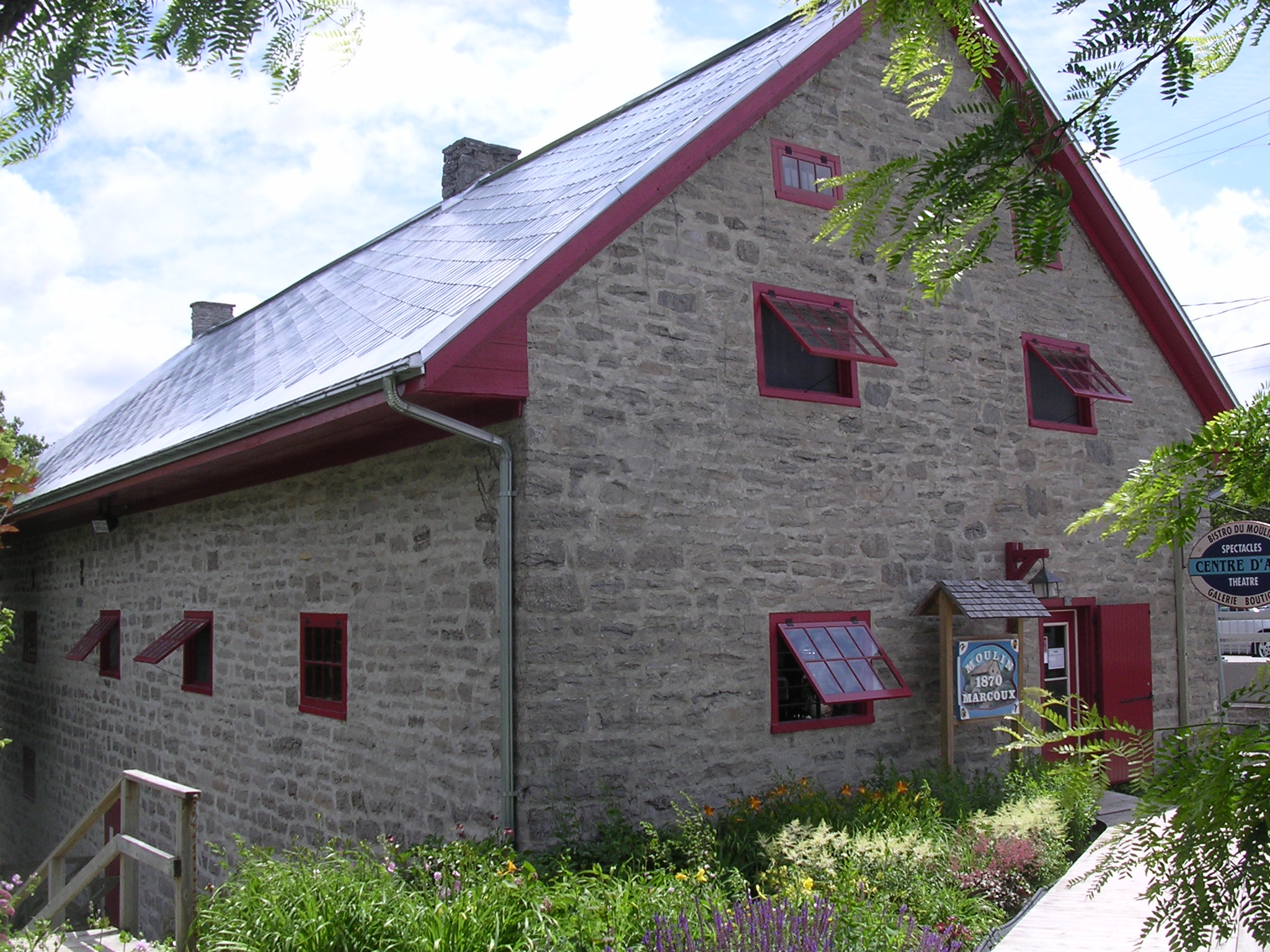
Moulin Marcoux à Pont-Rouge

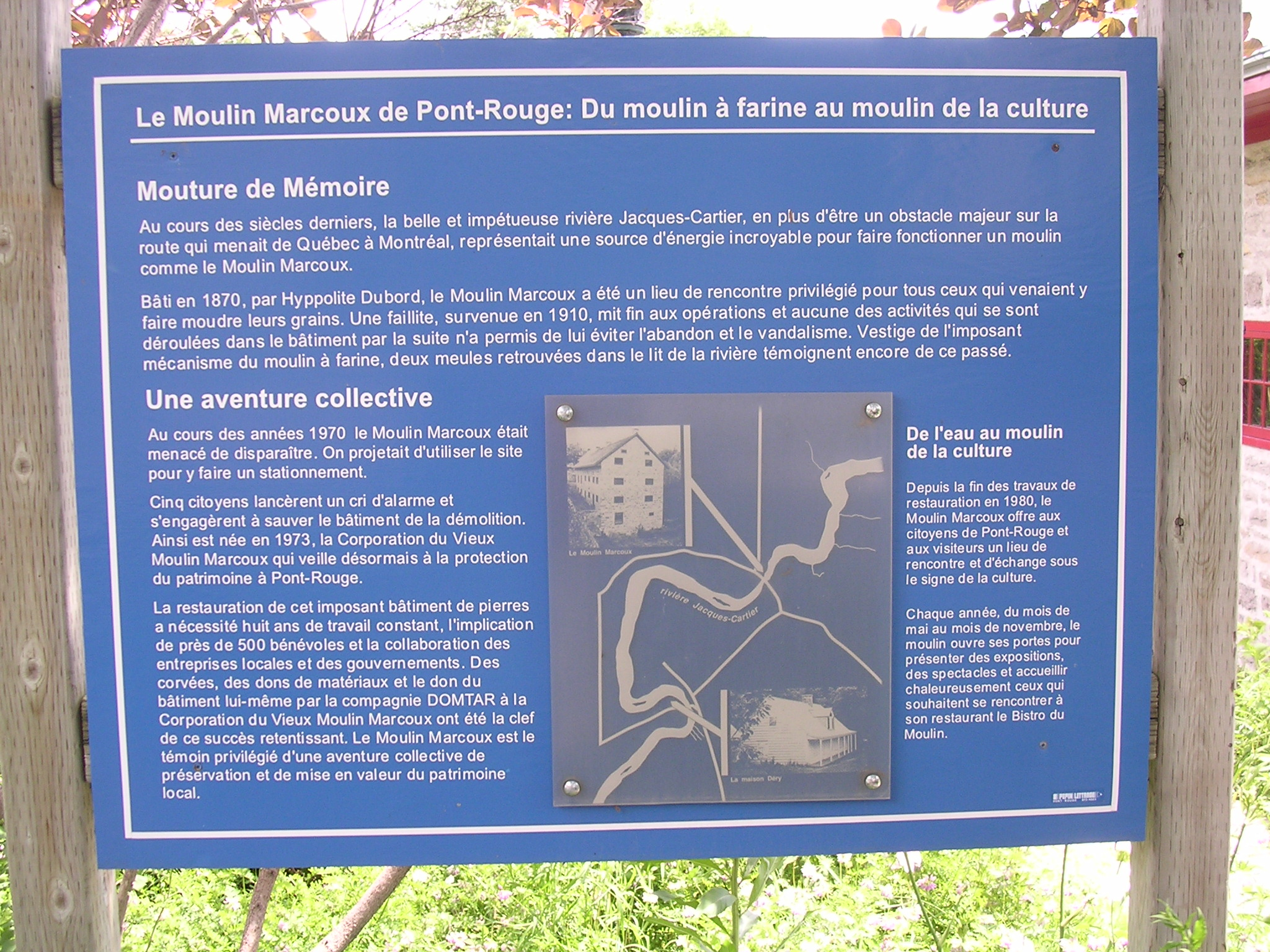
Panneau d'interprétation du Moulin Marcoux à Pont-Rouge, placé près du stationnement

Le moulin Marcoux est un moulin à eau du Québec au Canada. Il est situé sur la rivière Jacques-Cartier à Pont-Rouge. Il a été en opération jusqu'à sa faillite survenue en 1910.

## Identification
- Nom du bâtiment : Moulin à eau Marcoux
- Adresse civique : 1, boulevard Notre-Dame
- Municipalité : Pont-Rouge
- Propriété : Corporation des lieux historiques de Pont-Rouge

## Construction
- Date de construction : 1870
- Nom du constructeur : Alphonse Marcotte, entrepreneur de Cap-Santé
- Nom du propriétaire initial : Hypolite Dubord, constructeur de navires à Neuville et membre du Parlement de Québec

## Chronologie
- Évolution du bâtiment :
  - Dans les années 1970, le moulin était menacé de démolition pour faire place à un stationnement[1].
- Autres occupants ou propriétaires marquants :
  - 1872 : vente à l'encan
  - trois propriétaires se succèdent
  - 1885 : Joseph-David Marcoux
  - 1899 : décès de Marcoux
  - 1912 : compagnie Birds and Son
  - 1926 : Donnacona Paper, devenue la Société Domtar
  - 1974 : Corporation du vieux moulin Marcoux, fondée en 1973
- Transformations majeures :
  - 1918 : devient une salle de spectacle et de cinéma
  - ... : sert d'entrepôt et d'atelier de menuiserie
  - 1974-1980 : restauration du bâtiment[1]

## Architecture
- murs en pierre calcaire extraite des bords de la rivière

## Protection patrimoniale
Reconnu monument historique en 1978

## Mise en valeur
- Constat de mise en valeur :
- Site d'origine : Oui
- Constat sommaire d'intégrité :
- Responsable :